# 日高本線
日高本線（日语：／ Hidaka honsen */?）是日本一條連結北海道苫小牧市的苫小牧站與勇拂郡鵡川町的鵡川站，屬於北海道旅客鐵道（JR北海道）的鐵道路線（地方交通線）。

## 路線資料

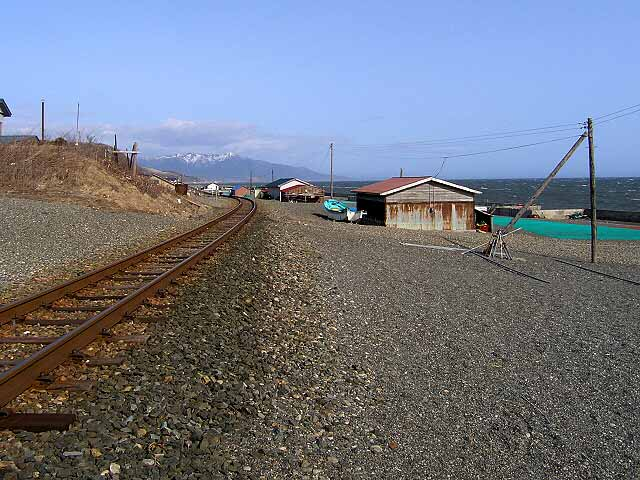
沿著海岸線的日高本線

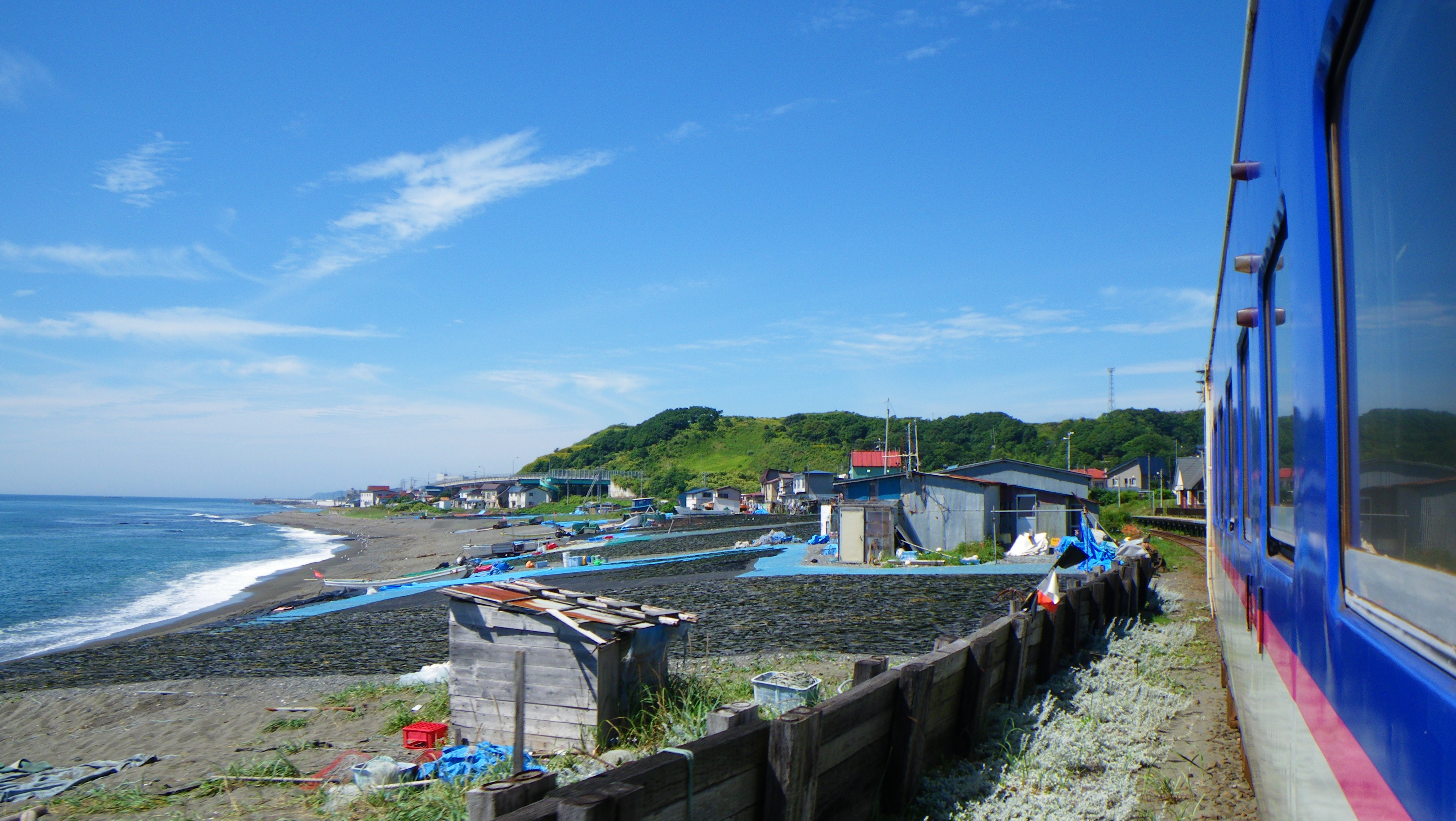
海側的風景（東町 - 日高幌別）

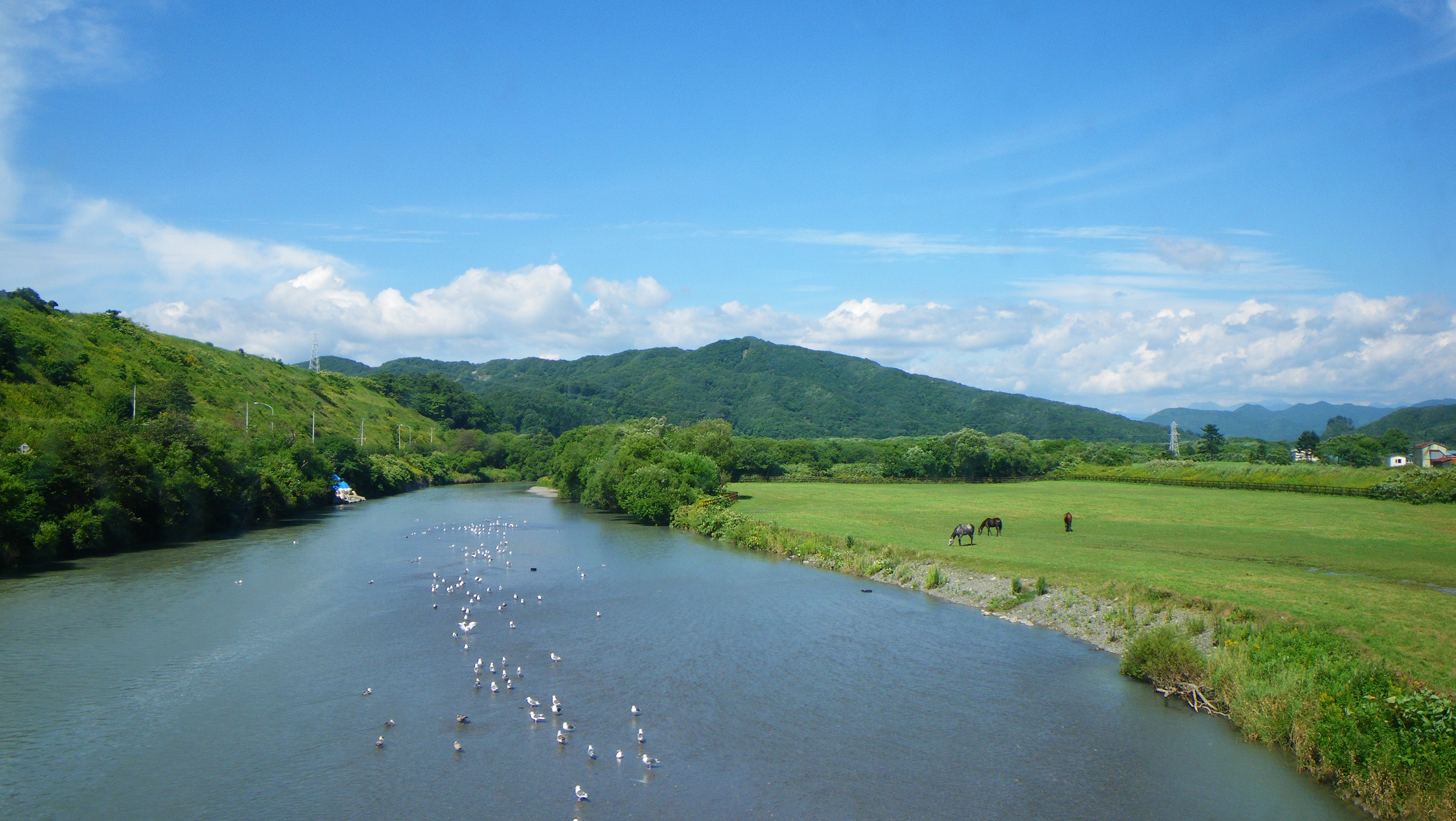
（蓬榮 - 日高三石間的三石川）

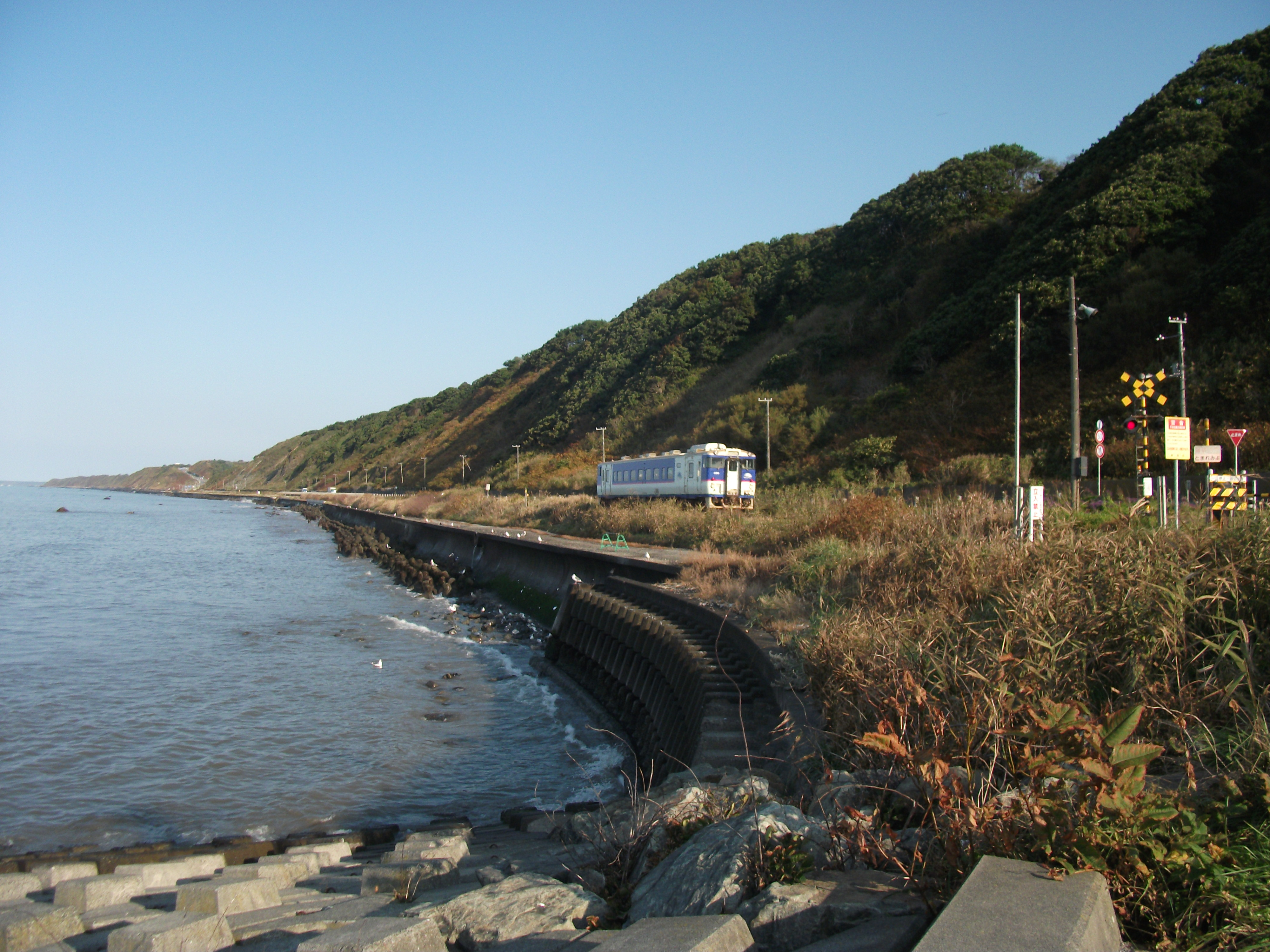
大狩部 - 節婦

- 管轄（事業類別）：北海道旅客鐵道（第一種鐵道事業者）
- 路段：苫小牧站－鵡川站間 30.5公里
  - 全線由本社鐵道事業本部（日语：北海道旅客鉄道鉄道事業本部）日高線運輸營業所（日语：日高線運輸営業所）管轄。
- 軌距：1,067毫米（窄軌）
- 站數：5個（包括起終點站）
  - 旅客站：4個
  - 貨物站：1個
  - 信號場：0個
    - 若只限屬於日高本線車站，排除起點的苫小牧站與日本貨物鐵道（JR貨物）苫小牧貨物站（日语：苫小牧貨物駅）（皆屬於室蘭本線[2]），旅客站只有4個。
- 複線路段：沒有（全線單線）
- 電氣化路段：沒有（全線非電氣化（日语：非電化））
- 閉塞方式：
  - 自動閉塞式 苫小牧站－苫小牧貨物站間
  - 特殊自動閉塞式（電子符號照查式） 苫小牧貨物站－鵡川站間
但是，日高本線運行的列車全部通過苫小牧貨物站，下行列車的司機不需要在該站進行出發要求前往苫小牧站。
- 可交會站：1（鵡川站）
  - 所有可交會車站都採用發條轉轍器。
- 最高速度：95公里/小時

## 歷史
日高本線最初是於1909年開通的王子製紙苫小牧工廠專用馬車鐵道，1911年開始以蒸汽機車運轉，軌距為762mm，並於1913年成立子公司苫小牧輕便鐵道負責經營，營運區間為苫小牧 - 佐瑠太（現在的富川站）。1923年又成立日高拓殖鐵道，於隔年開通佐瑠太 - 厚賀間的路段。
由於苫小牧輕便鐵道線和日高拓殖鐵道線是日本鐵道鋪設法別表第133號的預定線，因此1927年被政府買下收歸國有，改為1067mm軌距，稱為日高線。在1937年延伸到樣似，1943年改稱日高本線。原訂計畫是繞過襟裳岬並經由連結帶廣和廣尾的廣尾線到達帶廣。然而廣尾線在1987年廢線，樣似 - 廣尾這段未成線失去鋪設必要，由JR北海道巴士所經營。
由於人口外移日高本線輸送量逐漸降低。2015年日高本線厚賀 - 大狩部間路基因大浪被掏空，導致鵡川 - 様似間停運，JR北海道認為修復困難，於2018年宣布部分廢線計畫。2020年沿線7町同意鵡川 - 様似間廢止，2021年4月1日鵡川 - 様似間正式廢止。

### 年表

#### 苫小牧輕便鐵道
- 1909年（明治42年）6月 - 為了運送王子製紙苫小牧工廠所需要的木材，三井物產鋪設苫小牧 - 鵡川間的鐵道，由馬車牽引[8]。
- 1911年（明治44年）
  - 5月29日 - 王子製紙與三井物產簽訂共同營運契約。
  - 不明：改為蒸汽機車。
  - 12月 - 鐵道延伸至佐瑠太。
- 1912年（大正元年）8月15日 - 三井物產將此段鐵道與附屬設施讓渡給王子製紙。
- 1913年（大正2年）7月3日 - 王子製紙出資50萬元設立苫小牧輕便鐵道株式會社。
  - 10月1日 - 苫小牧輕便鐵道苫小牧 - 佐瑠太間（軌距762mm、25.1M≒40.4 km）通車（此段改築自三井物產專用線）。設立苫小牧車站、勇拂車站、厚真車站（現在的濱厚真車站）、鵡川車站、鵡川貨物所、佐瑠太車站（現在的富川車站）。
- 1925年（大正14年）11月15日 - 厚真車站改稱為濱厚真車站。

#### 日高拓殖鐵道
- 1922年（大正11年）2月3日 - 堺頼吉和其餘7名地方人士申請到鐵道鋪設的執照。
- 1923年（大正12年）3月12日 - 王子製紙挹注資金200萬元成立日高拓殖鐵道株式會社。
- 1924年（大正13年）9月6日 - 日高拓殖鐵道 佐瑠太 - 厚賀間（軌距762mm、13.1M≒21.1 km）通車。設立（佐瑠太車站）、門別車站（現在的日高門別車站）、波惠車站（現在的豐鄉車站）、慶能舞車站（現在的清畠車站）、厚賀車站。
  - 2月10日 - 門別車站改稱為日高門別車站。
- 1926年（大正15年）12月7日 - 厚賀 - 靜內間（軌距762mm、10.2M≒16.4 km）通車。設立節婦車站、高江車站（現在的新冠車站）、靜內車站。

#### 國有化以後
- 1927年（昭和2年）8月1日 - 政府買收苫小牧輕便鐵道、日高拓殖鐵道並國有化。苫小牧 - 靜內間改稱為日高線。
- 1929年（昭和4年）11月26日 - 苫小牧 - 佐瑠太間拓寬軌距為1067mm。距離增加0.4公里。
- 1931年（昭和6年）11月10日 - 佐瑠太 - 靜內間拓寬軌距為1067mm。距離增加0.8公里。
- 1933年（昭和8年）12月15日 - 靜內 - 日高三石間 (23.7 km) 通車。設立東靜內車站、春立車站、日高三石車站。
- 1935年（昭和10年）10月24日 - 日高三石 - 浦河間 (24.5 km) 通車。設立本桐車站、荻伏車站、浦河車站。
- 1937年（昭和12年）8月10日 - 浦河 - 樣似間 (16.2 km) 通車。設立日高幌別車站、鵜苫車站、西樣似車站、樣似車站。
- 1943年（昭和18年）11月1日 - 改稱為日高本線。
- 1944年（昭和19年）4月1日 - 佐瑠太車站、波惠車站、慶能舞車站各改稱為富川車站、豐鄉車站、清畠車站。
- 1948年（昭和23年）8月1日 - 高江車站改稱新冠車站。
- 1958年（昭和33年）7月15日 - 設立大狩部車站、日高東別車站、蓬榮車站、繪笛車站。
- 1959年（昭和34年）6月7日 - 開行臨時準急「襟裳」，行駛區間為札幌 - 樣似，經由千歲線和日高本線。
  - 12月18日 - 設立濱田浦車站、汐見車站。
- 1960年（昭和35年）4月22日 - 開行準急「日高」，行駛區間為札幌 - 樣似，經由千歲線和日高本線。
- 1962年（昭和37年）12月1日 - 為了建造苫小牧港（西港），苫小牧 - 濱厚真線路改線 (距離增加9.4公里)。原線路轉作苫小牧港開發轄下的貨物線
  - 12月2日 - 清畠 - 厚賀距離增加0.1公里。
- 1963年（昭和38年）6月1日 - 臨時準急「襟裳」升級為準急。
- 1966年（昭和41年）3月5日 - 因應新的準急列車制度，「襟裳」「日高」升級為急行。
  - 6月1日 - 「日高」併入「襟裳」，同時由1個往復班次增加為3個往復班次。
- 1981年（昭和56年）3月 - 苫小牧 -（貨）苫小牧，導入自動閉鎖、CTC。
- 1982年（昭和57年）12月15日 - 廢止靜內 - 樣似貨物業務。
- 1984年（昭和59年）2月1日 - 廢止苫小牧 - 靜內貨物業務。
- 1986年（昭和61年）11月 - （貨）苫小牧 - 樣似，導入特殊自動閉鎖（電子閉鎖）。
  - 11月1日 - 廢止急行「襟裳」，日高本線上優等列車消失。

#### JR北海道成立
- 1987年（昭和62年）4月1日 - 國鐵分割民營化後由北海道旅客鐵道管轄。
- 1988年（昭和63年）11月3日 - 導入KIHA130系。
- 1989年（平成元年）7月1日 - 部分列車實施一人控制。
  - 8月9日 - 設立Fuihappu濱車站。
- 1990年（平成2年）7月1日 - 設立日高線運輸營業所。全列車實施一人控制，全列車使用KIHA130系。
- 1991年（平成3年） - （臨）靜內海水浴場車站開設。
- 1992年（平成4年） - （臨）靜內海水浴場車站廢止。
- 1993年（平成5年）9月24日 - Fuihappu濱車站廢止。
- 1998年（平成10年）9月27日 - 部分KIHA130系撤出日高本線。
- 2001年（平成13年）6月17日 - 全部KIHA130系撤出日高本線。
- 2004年（平成16年）12月13日至2005年3月31日 - 在日高本線測試行駛同時具有鋼輪與膠輪、可在鐵軌及一般道路行車的雙模式車輛（Dual Mode Vehicle）[9]。
- 2015年（平成27年）
  - 1月8日 - 因大浪沖刷導致路基流失，鵡川站至樣似站之間列車停駛，改以巴士代替行駛[10]。
  - 4月28日 - JR北海道與鐵道綜合技術研究所（JR總研）觀察受災環境後，估計維修及加強保護設施的費用為26至57億日元，需時30個月或以上的時間[11]
  - 9月12日 - 由於受到颱風基洛受起的大浪影響，豐鄉站至清畠站、及厚賀站至大狩部站的路基流失[12][13]
- 2016年（平成28年）
  - 1月14日 - 於2015年受到颱風影響而受損的路基，JR北海道公佈需要額外8億日元進行修補工程[14]。
  - 7月30日 - 由於膽振及日高地區發生大雨，本桐站至荻伏站有3處地方的路基流失[15]。
  - 8月9日 - JR北海道表示鵡川站至樣似站每年需要約16億4千萬日元來維持服務，並且需要由JR北海道及沿線的7個町共同承擔。
  - 8月23日 - 受到颱風蒲公英的降雨影響，鵡川站至汐見站之間的鵡川橋的通信電纜發生斷裂[16]。而清畠站至厚賀站的路基亦發生流失[17]。
  - 8月31日 - 受到颱風獅子山的降雨影響，豐鄉站至清畠站的慶能舞川橋整段被沖走，同時因為通信電纜受損令全線停駛。此外新冠站至靜內站的路基發生流失[18][19]。
  - 9月8日 - JR北海道表示願意承擔3億日元的金額，但餘下的13億4千萬日元必須由沿線的7個町承擔。
  - 10月25日 - 沿線的7個町表示JR北海道的要求無法接受。
  - 11月9日 - 由於受到2016年多個颱風的影響，JR北海道公佈受損路段的復修費用由原本的38億日元增加至86億日元[20]。
  - 11月18日 - JR北海道公佈多條單獨難以維持基本營運的路線，日高本線全線為其中之一。JR北海道將會與當地政府商討解決辦法[21][22]。
  - 12月21日 - JR北海道表示決定放棄日高門別站至樣似站的復修工程，並改以巴士代替，但在說明會上多個町長以不同理由缺席會議。而鵡川站至日高門別站將會與當地政府討論是否有復修的可能性[23]。
- 2018年（平成30年）
  - 6月17日 - 日高本線（鵡川－樣似段）預定於2020年或之前廢線[24]。
  - 9月6日 - 受到2018年北海道地震影響，苫小牧－樣似段無法通行，目前處於全線無法通行狀態。主要原因是由於勇拂站至濱厚真站之間的厚真川橋的檁受損及鐵路軌道移位等[報道 1][報道 2]
  - 9月13日：受到2018年北海道地震影響、苫小牧 - 鵡川段開始使用代行巴士[報道 3]。
  - 11月19日：厚真川橋修復完畢、苫小牧站 - 鵡川站間恢復運行[報道 4][新聞 1]。
- 2019年（令和元年）9月19日：平取町允許廢止鵡川 - 樣似段的路綫，使用代行巴士代替[新聞 2]。
- 2020年（令和2年）8月30日：日高振興局內全體7位町長在新日高町召開特別町長會議，會上同意在2021年3月底廢除日高本線鵡川～樣似段，於2021年4月起正式以巴士代替，並計劃於2020年9月與JR北海道訂立最終協議[5]。
- 2021年（令和3年）4月1日：鵡川～樣似路段正式廢線，轉換為公車行駛[7]。
- 2023年（令和5年）3月18日：濱田浦站廢站[25]

## 運轉情形
全線由日高線運輸營業所管轄，定期列車只有普通列車（實施一人控制），每日下行8班、上行9班。在2015年鵡川 - 樣似間路段暫停行駛前，運行區間除了苫小牧 - 樣似以外，尚有來往於苫小牧 - 鵡川、靜內或是靜內 - 樣似的列車，班次間隔最長可達3小時。使用車輛多為苫小牧運轉所轄下的KIHA40系700番台，偶爾會以KIHA40系350番台行駛。昔日使用的車輛為KIHA130系和KIHA160系，此兩型車輛只在日高本線上行駛。

### 「優駿浪漫」號

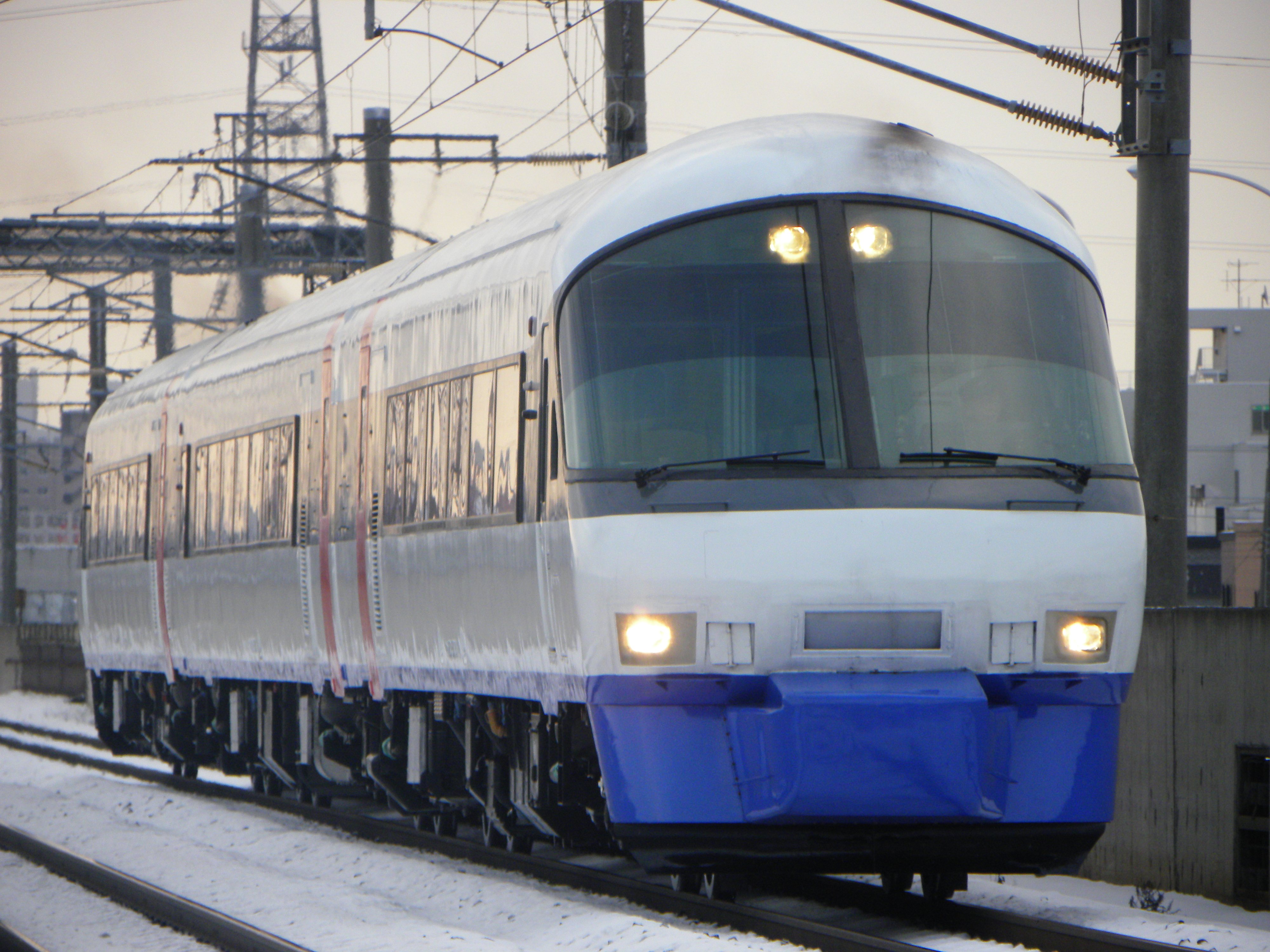
使用在KiHa 183型柴聯車5000番台二世谷快車的優駿浪漫號（2005年5月）

優駿浪漫號為臨時列車，行駛區間為樣似站 - 札幌站。運行日期只有在每年5月觀光旺季，近幾年來多使用冬季運營二世谷快車的KiHa 183型柴聯車5000番台運轉。昔日使用車輛為KIHA40系350番台和KIHA141系（由札沼線借調，並更換前面的頭牌）。列車等級一開始定位為臨時快速列車，2011年度後改為臨時普通列車。
在千歲線內行駛時，其時刻表和特急列車相同，但必須待避後方特急列車超越，故所行駛的時間較機場號列車來的長。同樣在日高本線，優駿浪漫號占用原本的普通列車時刻，為了降低影響，在日高本線內優駿浪漫號各站停車。2014年之後該列車不再運營。
停靠車站
札幌站 - 新札幌站 - 南千歲站 - 苫小牧站 - （各車站停車） - 樣似站
普通列車
全區間運行的列車共有8.5往復，各站均會停車，全區間運行所需時間在30分鐘內。

## 車站列表
- 普通列車停靠所有的旅客站。
- 站名 … （貨）：貨物專用站（日高本線不進行貨物處理）
- 軌道（全線單線） … ◇、∨、∧：可進行列車交會，｜：不可進行列車交會
- 所有車站都位於北海道內

| 車站編號 | 中文站名         | 日文站名 | 英文站名 | 站間營業距離 | 累計營業距離 | 接續路線                         | 軌道 | 所在地   | 所在地   | 所在地   |
| -------- | ---------------- | -------- | -------- | ------------ | ------------ | -------------------------------- | ---- | -------- | -------- | -------- |
| H18      | 苫小牧           |          |          | -            | 0.0          | 北海道旅客鐵道：室蘭本線、千歲線 | ∨    | 膽振管內 | 苫小牧市 | 苫小牧市 |
|          | （貨）苫小牧貨物 |          | /        | 3.4          | 3.4          | （室蘭本線的實際分岔點）         | ｜   | 膽振管內 | 苫小牧市 | 苫小牧市 |
|          | 勇拂             |          |          | 9.7          | 13.1         |                                  | ｜   | 膽振管內 | 苫小牧市 | 苫小牧市 |
|          | 濱厚真           |          |          | 9.6          | 22.7         |                                  | ｜   | 膽振管內 | 勇拂郡   | 厚真町   |
|          | 鵡川             |          |          | 7.8          | 30.5         |                                  | ∧    | 膽振管內 | 勇拂郡   | 鵡川町   |

### 2021年4月1日廢線路段
| 中文站名 | 日文站名 | 英文站名 | 站間營業距離 | 累計營業距離（苫小牧站起算） | 接續路線 | 軌道 | 所在地   | 所在地 | 所在地   |
| -------- | -------- | -------- | ------------ | ---------------------------- | -------- | ---- | -------- | ------ | -------- |
| 鵡川     |          |          | -            | 30.5                         |          | ◇    | 膽振管內 | 勇拂郡 | 鵡川町   |
| 汐見▽    |          |          | 4.0          | 34.5                         |          | ｜   | 膽振管內 | 勇拂郡 | 鵡川町   |
| 富川     |          |          | 9.1          | 43.6                         |          | ｜   | 日高管內 | 沙流郡 | 日高町   |
| 日高門別 |          |          | 7.7          | 51.3                         |          | ◇    | 日高管內 | 沙流郡 | 日高町   |
| 豐鄉     |          |          | 5.0          | 56.3                         |          | ｜   | 日高管內 | 沙流郡 | 日高町   |
| 清畠     |          |          | 4.8          | 61.1                         |          | ｜   | 日高管內 | 沙流郡 | 日高町   |
| 厚賀     |          |          | 4.5          | 65.6                         |          | ｜   | 日高管內 | 沙流郡 | 日高町   |
| 大狩部▽  |          |          | 5.5          | 71.1                         |          | ｜   | 日高管內 | 新冠郡 | 新冠町   |
| 節婦     |          |          | 2.0          | 73.1                         |          | ｜   | 日高管內 | 新冠郡 | 新冠町   |
| 新冠     |          |          | 4.1          | 77.2                         |          | ｜   | 日高管內 | 新冠郡 | 新冠町   |
| 靜內     |          |          | 4.9          | 82.1                         |          | ◇    | 日高管內 | 日高郡 | 新日高町 |
| 東靜內   |          |          | 8.8          | 90.9                         |          | ｜   | 日高管內 | 日高郡 | 新日高町 |
| 春立     |          |          | 6.1          | 97.0                         |          | ｜   | 日高管內 | 日高郡 | 新日高町 |
| 日高東別 |          |          | 2.4          | 99.4                         |          | ｜   | 日高管內 | 日高郡 | 新日高町 |
| 日高三石 |          |          | 6.4          | 105.8                        |          | ｜   | 日高管內 | 日高郡 | 新日高町 |
| 蓬榮     |          |          | 4.0          | 109.8                        |          | ｜   | 日高管內 | 日高郡 | 新日高町 |
| 本桐     |          |          | 3.2          | 113.0                        |          | ◇    | 日高管內 | 日高郡 | 新日高町 |
| 荻伏     |          |          | 7.2          | 120.2                        |          | ｜   | 日高管內 | 浦河郡 | 浦河町   |
| 繪笛     |          |          | 4.9          | 125.1                        |          | ｜   | 日高管內 | 浦河郡 | 浦河町   |
| 浦河     |          |          | 5.2          | 130.3                        |          | ｜   | 日高管內 | 浦河郡 | 浦河町   |
| 東町     |          |          | 2.1          | 132.4                        |          | ｜   | 日高管內 | 浦河郡 | 浦河町   |
| 日高幌別 |          |          | 4.5          | 136.9                        |          | ｜   | 日高管內 | 浦河郡 | 浦河町   |
| 鵜苫     |          |          | 4.2          | 141.1                        |          | ｜   | 日高管內 | 樣似郡 | 樣似町   |
| 西樣似   |          |          | 2.5          | 143.6                        |          | ｜   | 日高管內 | 樣似郡 | 樣似町   |
| 樣似     |          |          | 2.9          | 146.5                        |          | ｜   | 日高管內 | 樣似郡 | 樣似町   |

1. ↑  1977年9月1日－1987年3月31日是臨時乘降場。
2. ↑  千歲線的正式起點是室蘭本線沼之端站，運行系統上所有列車都直通至苫小牧站。

### 廢站
- （臨）Fuihappu濱站：只限1989年8月27日－1993年9月23日的夏至秋開設，汐見站－富川站間
- （臨）靜內海水浴場站：只限1991年7月20日－1992年8月23日的夏期開設，靜內站－東靜內站間
- 濱田浦站：2023年3月18日廢站[25]

### 過去的接續路線
- 鵡川站：富內線 - 1986年11月1日廢除
- 富川站：沙流鐵道（日语：沙流鉄道） - 1951年12月10日廢除

### 來源
1. ↑  今尾惠介『日本鉄道旅行地図帳』12号　九州沖縄、新潮社、2009年、pp.23,31-32。但2023年4月1日留萌本線石狩沼田以降廢止後，留萌本線將以14.4km低於日高本線，直到2026年留萌本線全線廢止。
2. ↑  『停車場変遷大事典 国鉄・JR編』
3. ↑   (PDF). 北海道旅客鉄道. 2015-01-13  [2023-01-18]. （原始内容存档 (PDF)于2015-01-15） （日语）.
4. ↑  . 北海道テレビ放送. 2020-09-28  [2023-01-18]. （原始内容存档于2020-09-29） （日语）.
5. 1 2  . 北海道新聞社. 2020-08-13  [2018-08-14]. 原始内容存档于2020-08-13 （日语）.
6. ↑   (PDF). 国土交通省北海道運輸局. 2021-01-05  [2023-01-18]. （原始内容存档 (PDF)于2021-01-05） （日语）.
7. 1 2  . NHK. 2021-04-01  [2021-04-01]. （原始内容存档于2021-04-01） （日语）.
8. ↑  王子製紙社史 昭和34年發行 第4巻 P184、P191では1907年（明治40年）に敷設となっている。
9. ↑  〜道路とレールを自在に行き来できる「デュアル・モード・ビークル Dual Mode Vehicle (DMV)」の営業線区における冬期走行試験を実施します〜PDF - JR北海道、2004年11月16日
10. ↑  日高線列車運休に伴う一部バス代行輸送の実施についてPDF - 北海道旅客鉄道、2015年1月17日
11. ↑   (PDF). JR北海道. 2015-04-28  [2017-06-21]. （原始内容 (PDF)存档于2015-06-24） （日语）.
12. ↑   (PDF). JR北海道. 2015-09-14  [2017-06-21]. （原始内容 (PDF)存档于2015-09-17） （日语）.
13. ↑   (PDF). JR北汕道. 2015-10-09  [2017-06-21]. （原始内容 (PDF)存档于2015-10-12） （日语）.
14. ↑   (PDF). JR北海道. 2016-01-14  [2017-06-21]. （原始内容 (PDF)存档于2016-04-23） （日语）.
15. ↑  飯島秀明. . 北海道新聞. 2016-07-30  [2017-06-21]. （原始内容存档于2016-07-31） （日语）.
16. ↑   (PDF). JR北海道. 2016-08-24  [2017-06-21]. （原始内容 (PDF)存档于2016-08-24） （日语）.
17. ↑  村田亮. . 北海道新聞. 2016-08-24  [2017-06-21]. （原始内容存档于2016-08-26） （日语）.
18. ↑   (PDF). JR北海道. 2016-09-02  [2017-06-21]. （原始内容 (PDF)存档于2016-09-02） （日语）.
19. ↑   (PDF). JR北海道. 2016-09-14  [2017-06-21]. （原始内容 (PDF)存档于2016-09-16） （日语）.
20. ↑   (PDF). JR北海道. 2016-11-09  [2017-06-21]. （原始内容 (PDF)存档于2016-11-12） （日语）.
21. ↑   (PDF). JR北海道. 2016-11-18  [2017-06-21]. （原始内容 (PDF)存档于2016-11-18） （日语）.
22. ↑   (PDF). JR北海道. 2016-11-18  [2017-06-21]. （原始内容 (PDF)存档于2016-11-18） （日语）.
23. ↑   (PDF). JR北海道. 2016-12-21  [2017-06-21]. （原始内容 (PDF)存档于2016-12-22） （日语）.
24. ↑  . HTBニュース. 2018-06-17  [2018-08-27]. （原始内容存档于2018-06-17） （日语）.
25. 1 2   (PDF) (新闻稿). 北海道旅客鉄道: 4. 2022-12-16  [2022-12-17]. （原始内容 (PDF)存档于2022-12-16） （日语）.

### 報道發表資料
1. ↑   (PDF) (新闻稿). 北海道旅客鐵道. 2018-09-12  [2018-09-13]. （原始内容 (PDF)存档于2018-09-13） （日语）.
2. ↑   (PDF) (新闻稿). 北海道旅客鐵道. 2018-09-12  [2018-09-13]. （原始内容 (PDF)存档于2018-09-12） （日语）.
3. ↑   (PDF) (新闻稿). 北海道旅客鉄道. 2018-10-03  [2019-01-31]. （原始内容 (PDF)存档于2019-01-31）.
4. ↑   (PDF) (新闻稿). 北海道旅客鉄道. 2018-11-14  [2020-10-27]. （原始内容 (PDF)存档于2018-11-15） （日语）.

### 新聞記事
1. ↑  . レスポンス. イード. 2018年11月15日  [2018年11月17日]. （原始内容存档于2018年11月14日） （日语）.
2. ↑  . 北海道新聞. 2019-09-20  [2019-09-21]. （原始内容存档于2019-09-21） （日语）.

## 延伸閱讀

### 書籍
- 石野哲（編集長）. . JTBパブリッシング. 1998-09-19. ISBN 978-4-533-02980-6.
- 矢野直美（著）. . 北海道新聞社. 2001-08. ISBN 978-4-89453-161-1.
- 田中和夫（監修）. . 上巻 国鉄・JR線. 北海道新聞社（編集）. 2002-07-15: 146–153頁・194–199頁・311–319頁. ISBN 978-4-89453-220-5.
- 今尾惠介（監修）. . 新潮「旅」ムック 1号・北海道. 新潮社. 2008-05-17. ISBN 978-4-10-790019-7.
- 今尾惠介・原武史（監修）. 日本鉄道旅行地図帳編集部（編集） , 编. . 新潮「旅」ムック 1号・北海道. 新潮社. 2010-05-18: 51. ISBN 978-4-10-790035-7.

### 雜誌
- 成田潔英（著）. 王子製紙社史編纂所（編集） , 编. . 王子製紙社史 (王子製紙). 1959-10, 4: 182–227.
- 星良助. . 鉄道ピクトリアル (電気車研究会). 1963-06, (146). ISSN 0040-4047.
- . 鉄道ジャーナル (成美堂出版). 1987-01-01, 21 (第1号（通巻501号）): 49. ISSN 0288-2337.
- 星良助. . 鉄道ファン (交友社). 2002-11-21, 43 (第1号（通巻501号）): 108–109.

## 外部連結
- JR北海道官方網站 （页面存档备份，存于）（日文，英文，中文繁體，韓文）